# Giovanni Maver
Giovanni Maver (ur. 18 lutego 1891 w Korčuli, zm. 12 lipca 1970 w Rzymie) – włoski slawista i polonista, profesor slawistyki Uniwersytetu w Rzymie, doktor honoris causa Uniwersytetu Warszawskiego (1958), członek zagraniczny Polskiej Akademii Nauk.

## Życiorys
Uczył się w Chorwacji (szkoły podstawowe: Korčula, Dubrownik, szkoła średnia: Split), a w 1909 roku rozpoczął studia filologiczne na uniwersytecie w Wiedniu. Kontynuował je we Florencji (1911) i w Paryżu (1913/1914). W 1913 roku doktoryzował się w Wiedniu na podstawie dysertacji Einfluss der vorchristlichen Kulte auf dieToponomastik Frankreichs (Wien 1914). Na krótko przed wybuchem I wojny światowej pracował jako lektor języka włoskiego na uniwersytecie we Frankfurcie nad Menem. W 1920 roku objął Katedrę Filologii Słowiańskiej na Uniwersytecie w Padwie, później zaś Katedrę Języka i Literatury Polskiej na Uniwersytecie „La Sapienza” w Rzymie.
Jego uczniami byli m.in. Bruno Meriggi i Sante Graciotti, Riccardo Picchio.
W 1925 roku po raz pierwszy wyjechał do Polski, później wielokrotnie ją odwiedzał. W latach 1929–1948 był redaktorem w dziale literatury obcej w Enciclopedia italiana. W roku 1952 założył czasopismo „Ricerche Slavistiche”. Publikował m.in. w „Rivista di Cultura”. Napisał wiele rozpraw o twórczości Juliusza Słowackiego (m.in. komentarz do Podróży na Wschód i interpretację Króla-Ducha). Na wyróżnienie zasługują także jego prace na temat polskiej poezji wojennej, o Podróży po krajach słowiańskich Sapiehy, Trylogii Sienkiewicza, związkach kulturalnych polsko-włoskich.

## Odznaczenia
- Złoty Wawrzyn Akademicki (5 listopada 1938)[4]

## Niektóre publikacje
- 1925 – Saggi critici su Juliusz Słowacki, Padova, s. 62.
- 1929 – Alle fonti del romanticismo polacco, „Rivista di Letterature Slave” R. 4, z. 1, s. 22–37.
- 1931 – Oryginalność Kochanowskiego [w:] Pamiętnik Zjazdu im. Jana Kochanowskiego, Kraków, 194–202.
- 1946 – Podróże polskich pisarzy do Włoch, opracował Giovanni Maver, Biblioteka „Orła Białego”, Rzym.
- 1954 – Rozważania nad poezją Mikołaja Sępa-Szarzyńskiego, „Ricerche Slavistiche” R. 3, s. 162–183.
- 1956 – Pagine scelte (przedmowa do wyboru pism Mickiewicza)
- 1958 – Letteratura polacca [w:] Storia delle letterature moderne d’Europa e d’America, vol. 5 Milano, s. 271–418.
- 1988 – Literatura polska i jej związki z Włochami, wybór przekład i opracowanie Andrzej Zieliński, PWN, Warszawa, s. 562.